# 麥濠麟
麥濠麟（英語：Colin Mak Ho Lun，1988年10月6日—），為香港商業電台第二台叱吒903前DJ，亦是2016年度饑饉之星。

## 簡介
他曾就讀於香港浸會大學國際學院文化研究系，與同學一同參與校園電台。Colin曾邀請其大學講師黃志淙擔任校園電台節目嘉賓，及後Colin獲他引薦到商台任識，在其節目Chi Chung's Class擔任節目助理。2011年，他獲得Germen邀請擔任叱咤903節目在晴朗的一天出發節目助理。2012年，Colin與阿V主持節目《閒雜人等》以及與阿檸主持節目《903特備節目》。2013年10月14日，Colin開始主持個人音樂節目《廣東爆谷》。2014年7月19日起，Colin主持週末節目《3號螺絲釘》。2016年2月，Colin聯同其他饑饉之星Supper Moment、C AllStar以及阿檸到埃塞俄比亞探訪。
2020年7月1日起，《廣東爆谷》節目開展為期一年的「明日之廣東歌」企劃，按日期順序排列整合香港樂壇歷史和野史，於每日透過大氣電波和社交平台發佈展現當年今日的樂壇動態。企劃的最後一個月，在銅鑼灣時代廣場舉行實體展覽，將每日內容集結成903本實體書珍藏版，並且邀請歌手到每晚節目內現場表演，「由明日之廣東歌，唱到廣東歌之明日」。
2021年8月22日在社交網宣布於同年9月3日離開商台。

## 曾主持之電台節目
- 《深夜學堂》（逢星期一至五深夜1時2時，與健吾及阿V共同主持）
- 《有些歌現在不聽一輩子都不會聽》（與占、Donald、謝茜嘉、梁文禮、麻利亞、急急子及阿V共同主持）
- 《閒雜人等》（逢星期一至五深夜1時2時，與阿V共同主持）
- 《有甚麼時代，聽甚麼的時代曲》（逢星期日下午4時至下午5時，與占、Donald、謝茜嘉、細so、梁文禮、麻利亞、急急子及西瓜共同主持）
- 《903特備節目》（逢星期六下午5時晚上7時，與阿檸共同主持）
- 《六四特備節目》（2014年6月3日凌晨的特備節目，與健吾共同主持）
- 《在晴朗的一天出發》（叱咤903；在聲音專欄中擔任助理）
- 《叱咤樂壇》(「叱咤樂壇螺絲釘」及「即刻Colin報」環節)
- 《Colin 早報》（於晨早節目的節目主持休假時播出）
- 《一切從音樂開始》（暫代）
- 《突然好想聽》（逢星期日晚上7時至9時，暫代Vani《國語類》節目）
- 《廣東爆谷》（逢星期一至五晚上9時至11時）
- 《3號螺絲釘》（逢星期六下午5時至晚上7時）

## 外部連結
- 麥濠麟的Facebook專頁
- 麥濠麟的Instagram帳戶